# 先知圣西默盎堂

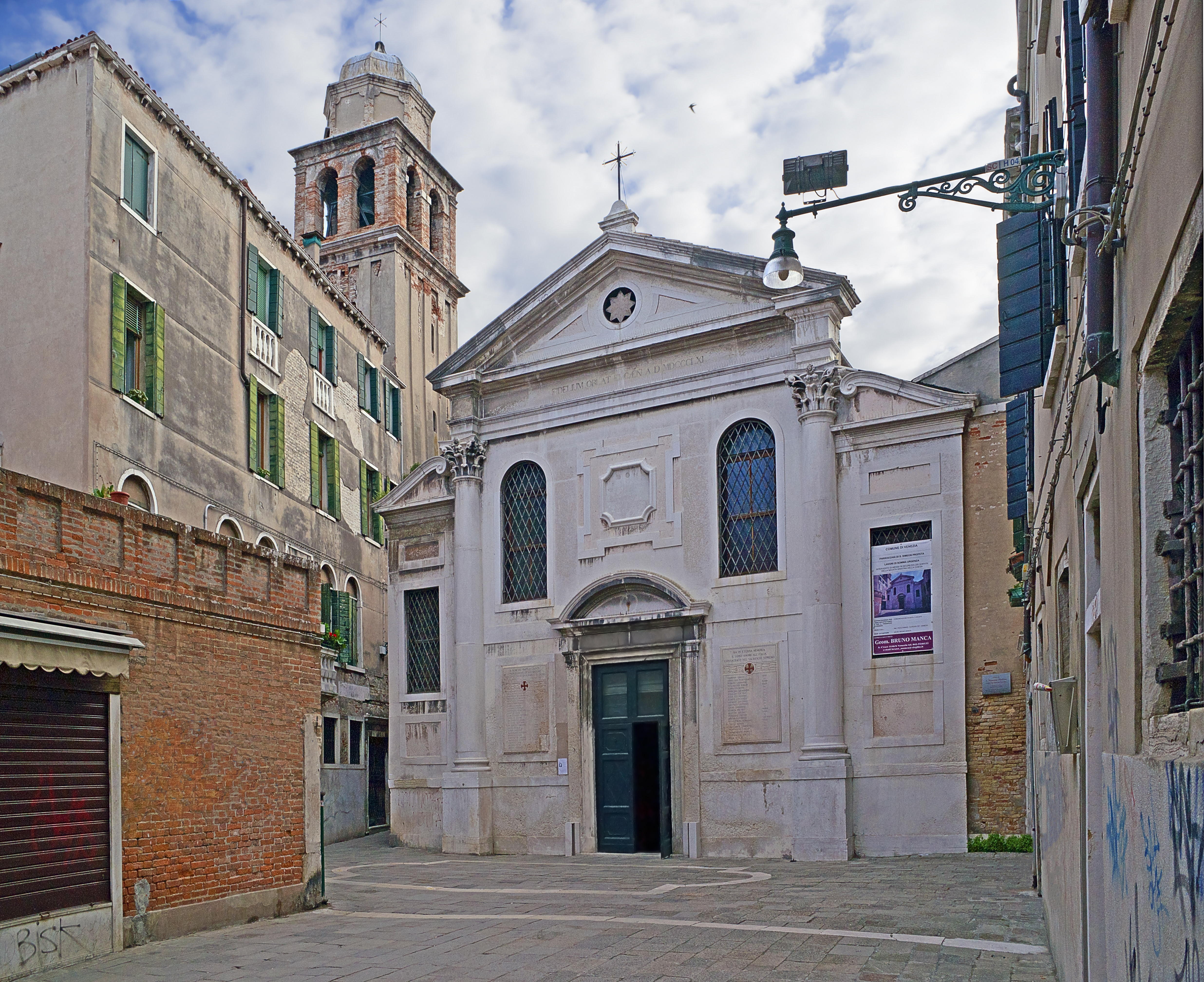
先知圣西默盎堂

先知圣西默盎堂（San Simeone Profeta）又名大圣西默盎堂（San Simeone Grande）是意大利威尼斯的一座教堂，位于圣十字区。堂名里面的形容词 "大" 将其区别于小圣西满堂（San Simeone Piccolo），后者在18世纪重建以前，规模曾经小于大圣西默盎堂。

## 历史
该堂由 Ghisi、Adoldi 和Briosi贵族家族创建于967年。该堂最初是一座木建筑，1150年火灾以后用石头重建，并成为本堂区教堂。拿破仑政府将其与小圣西满堂堂区合并。
目前的教堂有一个带门廊的新古典主义立面。内部在18世纪初重建。里面，在入口的右边, 是小帕尔马的《献主于圣殿》，有捐赠者的画像 。左侧第二个祭台是丁托列托的《最后的晚餐》。《圣母领报》以前认为是小帕尔马的作品，现在则认为是画家布朗克的作品。
45°26′26″N 12°19′28″E / 45.44069°N 12.32452°E